# Itapira
Itapira is een gemeente in de Braziliaanse deelstaat São Paulo. De gemeente telt 72.657 inwoners (schatting 2009).

## Aangrenzende gemeenten
De gemeente grenst aan Águas de Lindóia, Amparo, Espírito Santo do Pinhal, Lindóia, Mogi Guaçu, Mogi-Mirim, Santo Antônio de Posse, Serra Negra, Jacutinga (MG) en Monte Sião (MG).

## Geboren
- Hilderaldo Bellini (1930-2014), voetballer